# Перші Тойсі
Перші То́йсі (рос. Первые Тойси, чув. Чечейкасси Туçа) — присілок у складі Цівільського району Чувашії, Росія. Входить до складу Чирічкасинського сільського поселення.
Населення — 119 осіб (2010; 141 у 2002).
Національний склад:
- чуваші — 98 %

Стара назва — Тойсі 1-і.